# Nárkissos
Nárkissos är en ort i Grekland.   Den ligger i prefekturen Nomós Prevézis och regionen Epirus, i den västra delen av landet, 300 km nordväst om huvudstaden Aten. Nárkissos ligger 229 meter över havet och antalet invånare är 365.
Terrängen runt Nárkissos är huvudsakligen kuperad, men norrut är den bergig. Terrängen runt Nárkissos sluttar västerut. Runt Nárkissos är det ganska glesbefolkat, med 34 invånare per kvadratkilometer. Närmaste större samhälle är Kanaláki, 2,4 km söder om Nárkissos. == Kommentarer ==
1. ↑  Framräknat ur variansen i alla höjduppgifter (DEM 3") från Viewfinder Panoramas, inom 10 km radie.[2] Mer om algoritmen finns här: Användare:Lsjbot/Algoritmer.